# أنيكا ألبريت
أنيكا ألبريت (بالإنجليزية: Anikka Albrite) هي ممثلة إباحية أمريكية.

## حياتها الشخصية
ولد ألبريت في دنفر بولاية كولورادو  ونشأت في ولاية أريزونا. أصولها دنماركية، ألمانية، تشيكية وفرنسية. في سن المراهقة المبكرة، انتقلت إلى كاليفورنيا ، حيث تقيم حاليًا. ألبريت هي فنية مختبر سابقة وتخصصت في البيولوجيا الجزيئية وإدارة الأعمال. قبل والداها وإخوتها الأربعة مهنتها. دخلت ألبريت صناعة الأفلام الإباحية في أكتوبر 2011.

## الجوائز
ترشحت أنيكا ل 44 جائزة وفازت ب17 جائزة خلال مشوارها الفني.
- 2014:فازت ب3 جوائز في جوائز إيه في إن.[12][13]
- 2015:فازت ب5 جوائز في جوائز إيه في إن منها أفضل مؤدية للعام.[14][15]
- 2015:فازت بجازتين في جائزة إكس بي آي زد منها أفضل مؤدية للعام.[16][17]
- 2016 فازت بجائزتين في جوائز إيه في إن.[18]
- 2017 فازت بجائزة في جائزة إكس بي آي زد.[19]